# Tajgataggsvamp
Tajgataggsvamp (Phellodon secretus) är en svampart som beskrevs av Niemelä & Kinnunen 2003. Tajgataggsvamp ingår i släktet lädertaggsvampar och familjen Bankeraceae.  Arten är reproducerande i Sverige. Inga underarter finns listade i Catalogue of Life.